# Hypoperigea medionata
Hypoperigea medionata är en fjärilsart som beskrevs av George Francis Hampson 1920. Hypoperigea medionata ingår i släktet Hypoperigea och familjen nattflyn. Inga underarter finns listade i Catalogue of Life.